# Martu wangka
Martu wangka är ett pama-nyunganskt språk som talas i Väst-Australien. Enligt folkräkningen 2016 hade språket 724 talare. Språket delas i fem huvuddialekter och det anses vara hotat.
Språket skrivs med latinska alfabetet.